# 福赛斯研究所

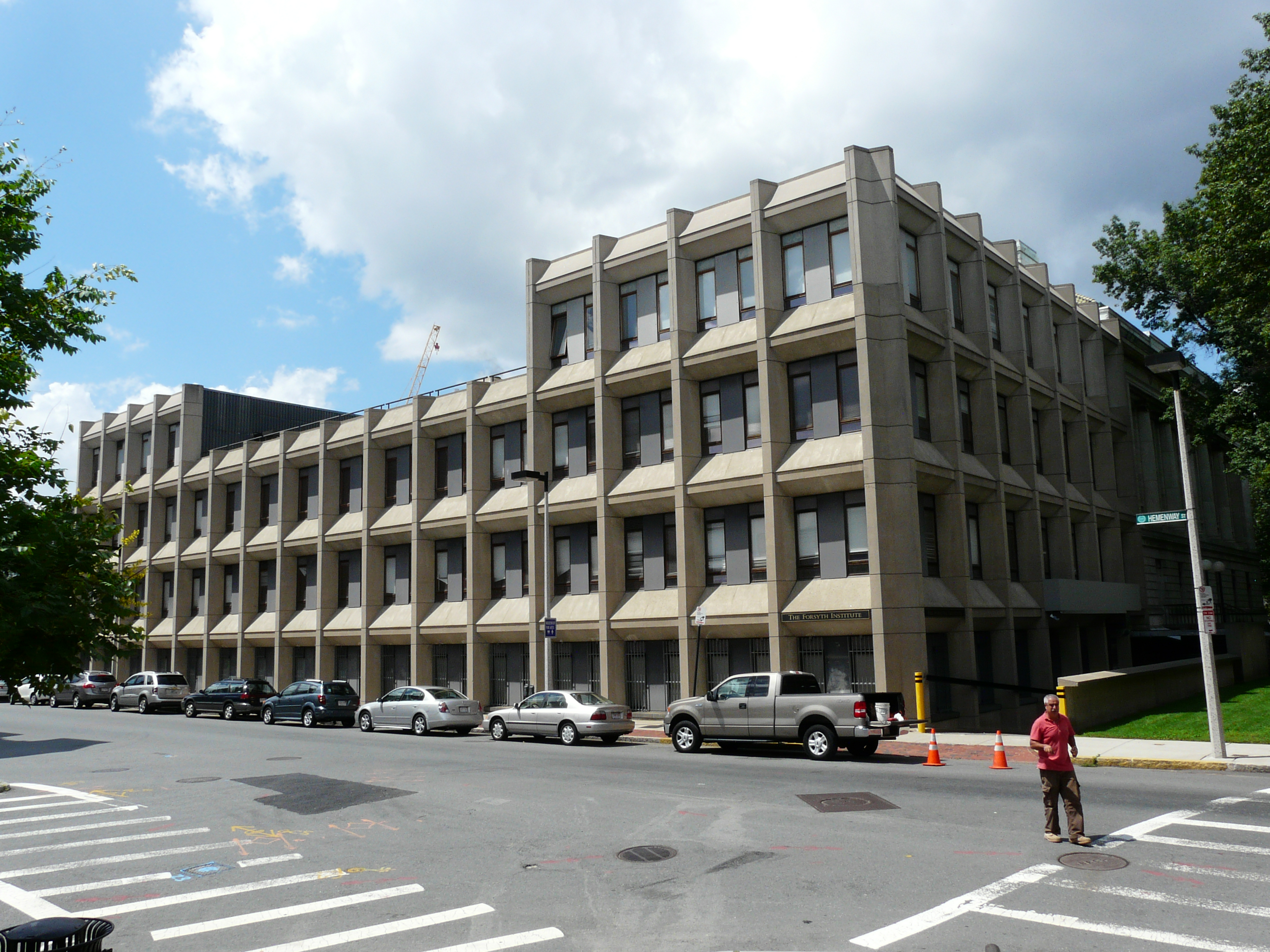
福赛思研究所的学院原址：140 The Fenway

福赛思研究所（英語：The Forsyth Institute），是一座位於美國马萨诸塞州剑桥的研究機構，專注於牙科和顱面研究。

## 概要
福賽思研究所的其起源可以追溯到1908年，當時詹姆斯·福賽斯（James Forsyth）提出了創建一家牙科診所的構想，他在遺囑中捐出50萬美元，用於在波士顿為貧困兒童提供牙科服務。然而，由於福賽斯在創立研究所之前去世，因此則由他的兩位兄弟，托馬斯·亞歷山大·福賽斯博士和約翰·福賽斯博士負責建立牙科醫務室。福賽思研究所現隸屬於哈佛大学牙科醫學院，並與世界各地的其他機構進行合作。
該研究所一直致力於提供牙科護理服務，並在麻薩諸塞州設立了臨時的兒童牙科診所。2023年10月，福賽思研究所宣布將與美國牙科協會的研究部門合併，成立ADA福賽斯研究所。儘管進行了合併，該研究所將保留其現有的總部和執行長。

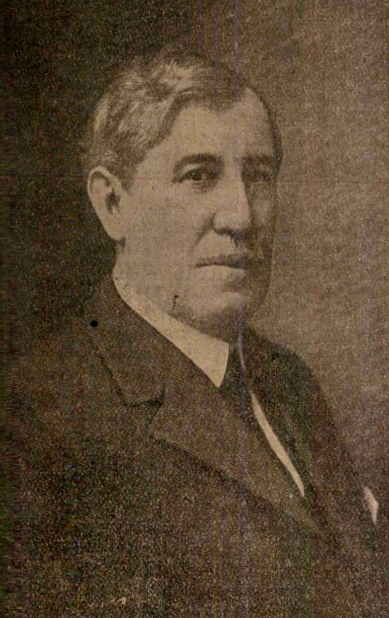
詹姆斯·福賽斯，該研究所的創辦人。

## 外部連結
- 福赛斯学院官方网站 （页面存档备份，存于）
- 哈佛大学牙科医学院网站 （页面存档备份，存于）
- 贝拉·里昂·普拉特 (Bela Lyon Pratt) 托马斯·亚历山大·福赛斯 (Thomas Alexander Forsyth) 的雕塑 （页面存档备份，存于）。1912年至1914年，美国雕塑家贝拉·里昂·普拉特 （ Bela Lyon Pratt）委托创作了福赛思家族的一些雕塑。